# Survie (Orne)
Survie település Franciaországban, Orne megyében. Lakosainak száma 163 fő (2018. január 1.). Survie Fresnay-le-Samson, Aubry-le-Panthou, Champosoult, La Fresnaie-Fayel, Mont-Ormel és Saint-Pierre-la-Rivière községekkel határos.

## Népesség
A település népessége az elmúlt években az alábbi módon változott:
| Lakosok száma | 148  | 159  | 168  | 163  |
|               | 2013 | 2015 | 2017 | 2018 |